# Хемиспингусы
Хемиспингусы (лат. Hemispingus) — род птиц из семейства танагровых. Птицы обитают в субтропических и тропических горных влажных лесах в Андах в Южной Америке.

## Виды
- Черношапочный хемиспингус (Hemispingus atropileus)[1]
- Hemispingus calophrys
- Оливковоспинный хемиспингус (Hemispingus frontalis)
- Сероспинный хемиспингус (Hemispingus goeringi)
- Черноухий хемиспингус (Hemispingus melanotis)
- Кустарниковый хемиспингус (Hemispingus parodii)
- Серошапочный хемиспингус (Hemispingus reyi)
- Рыжебровый хемиспингус (Hemispingus rufosuperciliaris)
- Светлобровый хемиспингус (Hemispingus superciliaris)
- Трёхполосый хемиспингус (Hemispingus trifasciatus)
- Черноголовый хемиспингус (Hemispingus verticalis)
- Желтоглазый хемиспингус (Hemispingus xanthophthalmus)